# Palácio do Marquês de Pombal

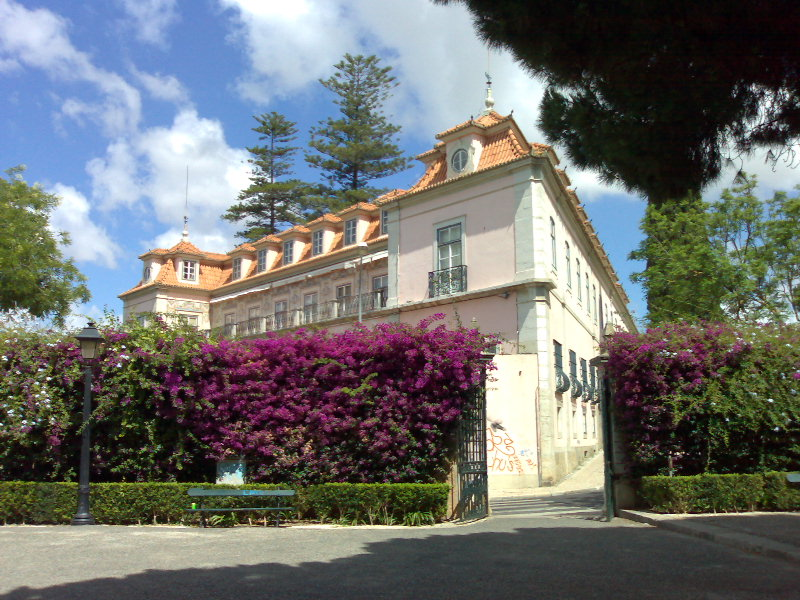
Palácio do Marquês de Pombal

O Palácio do Marquês de Pombal ou Palácio dos Condes de Oeiras é um solar típico do século XVIII que fica localizado no Centro Histórico de Oeiras.
Construído sob a vigia do arquitecto húngaro Carlos Mardel na 2.ª metade do século XVIII, o palácio serviu de residência oficial de Sebastião José de Carvalho e Melo também conhecido por Conde de Oeiras e Marquês de Pombal, de onde derivou o nome do edifício.
O palácio e jardins caracterizam-se por possuírem elementos arquitectónicos e artísticos (estuques, azulejos, estátuas, etc.) raros e de grande beleza.
O Palácio do Marquês de Pombal está classificado como Monumento Nacional desde 1953.

## História

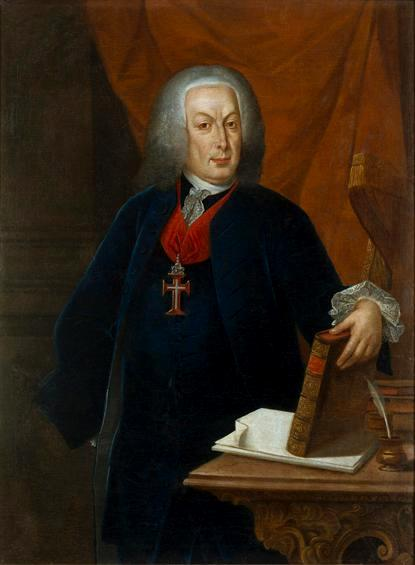
Sebastião José de Carvalho e Melo (Marquês de Pombal e Conde de Oeiras)

O grande e notável edifício foi iniciado pelo irmão do marquês Francisco Xavier de Mendonça Furtado, conforme se lê numa inscrição sobre a entrada lateral da residência. De facto os dois irmãos do marquês — Francisco Xavier de Mendonça e Paulo de Carvalho e Mendonça, o primeiro Ministro e Secretário de Estado, o segundo prelado e também detentor de vários cargos e títulos importantes — empregaram os seus rendimentos a beneficiar a Quinta de Oeiras, que viera à posse de Sebastião José por intermédio da sua primeira mulher, D. Teresa de Noronha, como sucessora nos vínculos de seu tio Paulo de Carvalho e Ataíde, arcipreste da Santa Igreja Patriarcal, falecido em 1737. Assim se explica outra inscrição em dependência do palácio junto da estrada e a que se encontra no muro da chamada Quinta de Cima, na qual se fala em Paulo de Carvalho e Mendonça.
A antiga quinta foi formada através da incorporação de vários casais e quintas junto à Ribeira da Laje, beneficiando dos seus terrenos férteis. No seu traçado inicial, a quinta caracterizava-se por um geometrismo rigoroso, de modo a articular as vertentes recreativa (jardins e mata) e lucrativa (a propriedade rural).
Na chamada Quinta de Baixo podia encontrar-se o palácio, os jardins e a adega/celeiro. Esta Quinta estava ligada à Quinta de Cima ou Quinta Grande por um eixo central designado Avenida ou Rua dos Loureiros.
Na Quinta de Cima, localizava-se a Casa da Pesca e a Cascata do Taveira (ou dos Gigantes). Nesta propriedade fazia-se a produção dos bichos-da-seda. A terceira quinta designava-se de “Quinta do Marco”, restando na actualidade apenas um edifício. Era constituída por terrenos de lavoura com vinhas, olivais, e árvores de fruto.
Na 2.ª metade do século XX, a propriedade foi vendida e fraccionada, tendo a Quinta de Baixo sido adquirida pela Fundação Calouste Gulbenkian e a Quinta de Cima sido comprada pelo Estado e dado lugar à Estação Agronómica Nacional.
A propriedade pertence à câmara municipal de Oeiras desde 2004.
Em 2015 o palácio e respectivos jardins passaram a estar abertos ao público de forma permanente.
O conjunto do Palácio, os jardins, a Casa da Pesca e Cascata estão classificados como Monumento Nacional.

## O Palácio

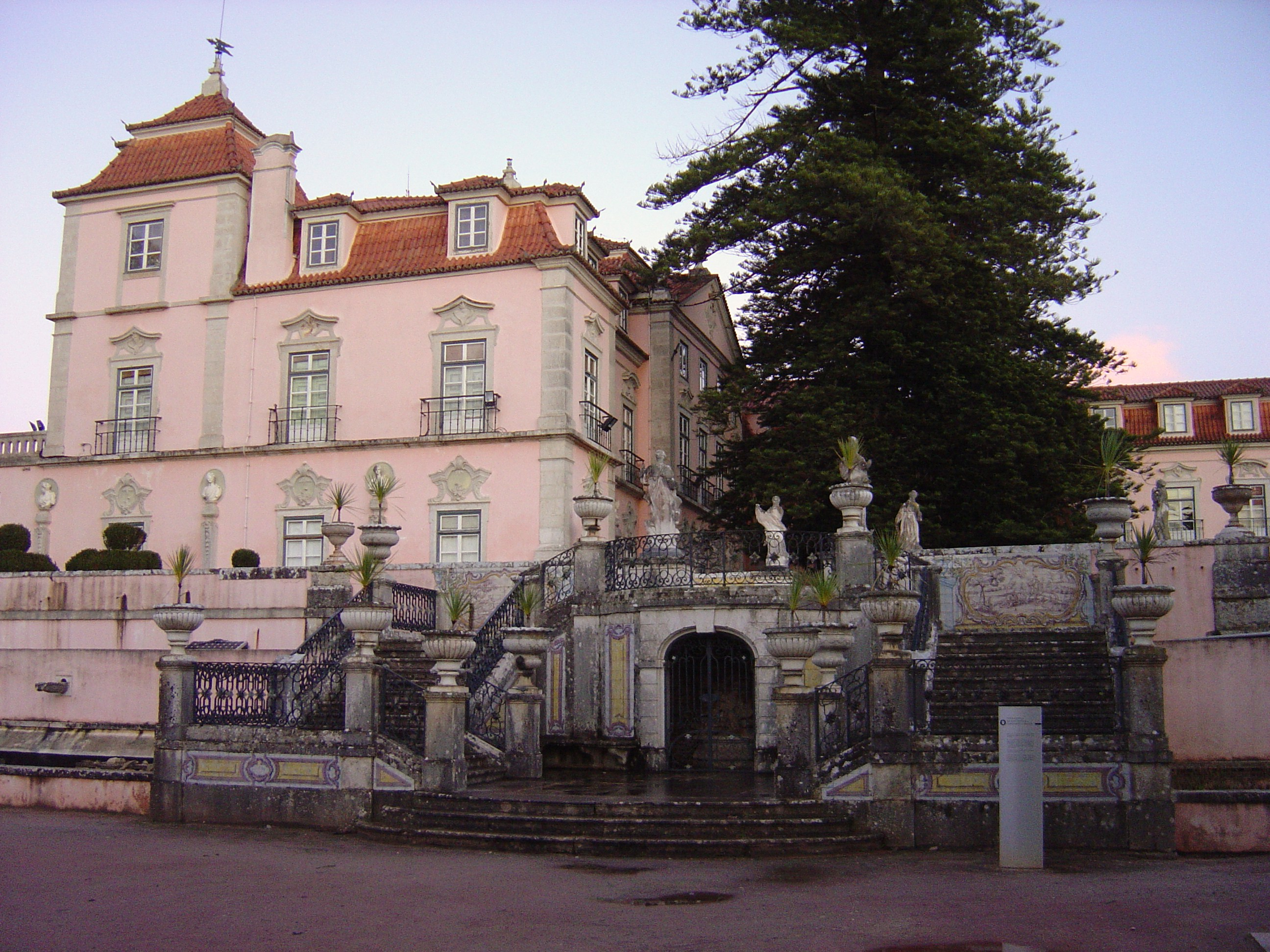
Palácio

Erguido na segunda metade do século XVIII, é um palácio imponente com as suas longas e curvilíneas escadarias de pedra e o seu austero estilo barroco. Sabe-se que em 1767 já estava colocada no teto da Sala da Concórdia a tela com os retratos do marquês e de seus irmãos Francisco e Paulo. Tanto a varanda da fachada sul como a fachada poente encontram-se decoradas com azulejos, sendo que na fachada poente as janelas também são coroadas por ornatos ovais com frontões e volutas e os intervalos entre janelas foram preenchidos com bustos assentes em colunas.
Foi residência de veraneios do rei D. José e da sua família real (incluindo nomeadamente a sua esposa) durante os verões de 1775 e 1776. Ao observar o palácio pode ter-se uma ideia da imensa riqueza de Sebastião José de Carvalho e Melo, pois este é um edifício de dimensões bem palacianas, ornamentado como um palácio real. É hoje um dos melhores exemplares da casa senhorial portuguesa do século XVIII, seguindo o estilo barroco e rococó.
O palácio situa-se naquilo que era antes a imensa quinta senhorial. Além do palácio, permanecem no espaço os magníficos jardins, de inspirações fantasiosas, que somente poderiam provir de um génio como Carvalho e Melo.  

## Os Jardins

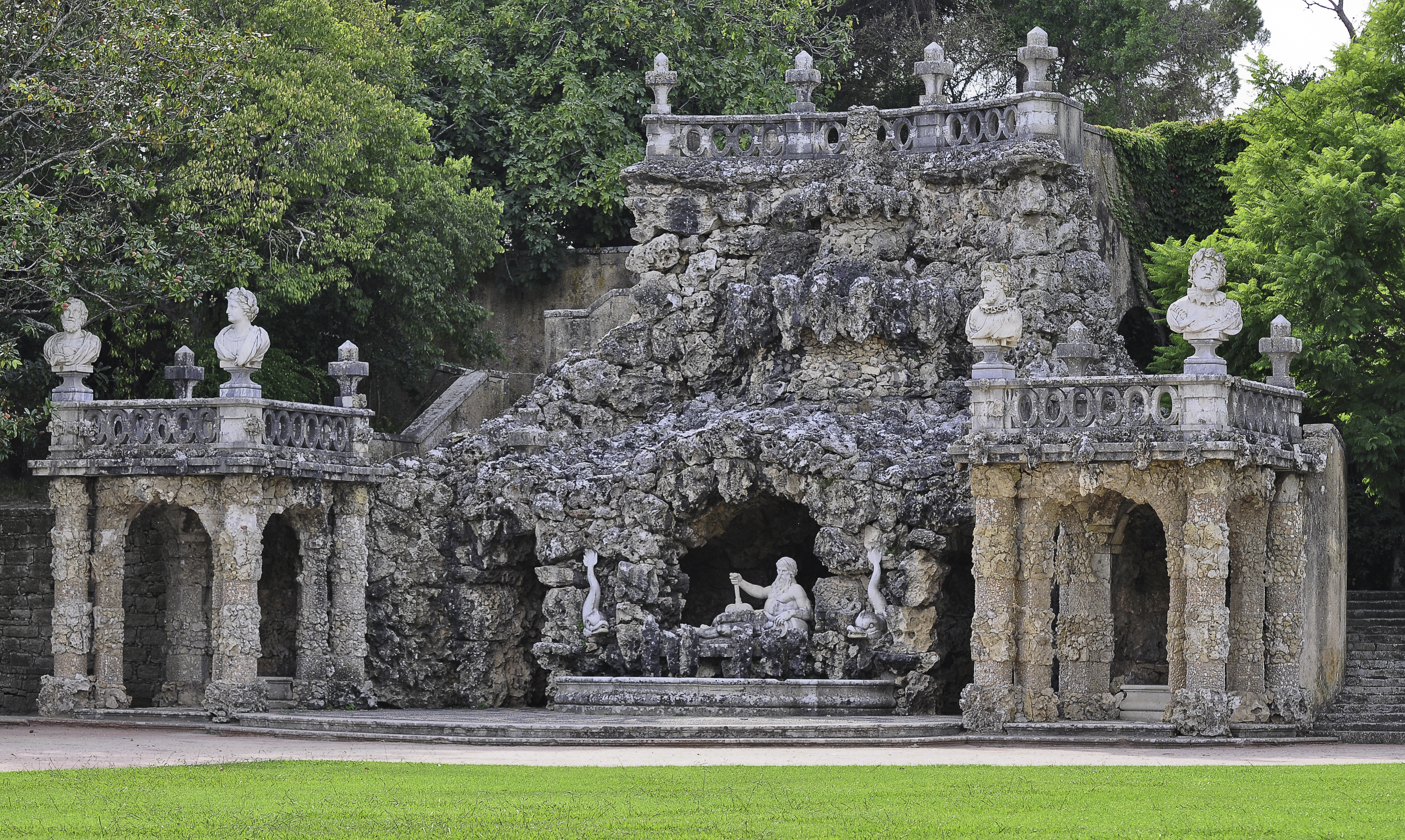
Cascata dos Poetas

Os jardins estendem-se também para a margem direita da Ribeira da Lage. Símbolo da sua profunda cultura, típica de um europeu das Luzes, os jardins retêm marcos arquitectónicos de beleza rara e singela como a Cascata dos Poetas ou Gruta Nobre. Esta é arquitectonicamente muito importante em Portugal devido à sua aparência de gruta, adornada com os bustos dos quatro poetas preferidos de Pombal, entre eles Camões e Virgílio. Nos jardins encontram-se também estátuas, cascatas, e adornam também o espaço a Casa da Pesca e os antigos lagares do vinho e do azeite. No século XVIII, era comum a manutenção de quintas como espaços de lazer e de cultivo. Era nos jardins em torno do palácio que se realizavam os eventos culturais: teatro, bailado, música, etc. que se realizam ainda no presente, sobretudo no Verão.

## A Capela
Fazendo parte desta quinta e mesmo ao lado da entrada para o palácio, fica a Capela do Solar. Desenhada também pela mão do arquitecto Carlos Mardel, foi dedicada a Nossa Senhora das Mercês e concluída em 1762. Destacam-se os estuques do italiano João Grossi, os três altares com pinturas de André Gonçalves e a representação da vida da Virgem. 

## A Quinta Agrícola
Na propriedade do Marquês de Pombal foi plantada uma vinha, que o Marquês estendeu mais tarde até Carcavelos. Local onde ainda hoje uma vinha produz o vinho Conde Oeiras ou vinho de Carcavelos. Pode também ser visitado o Lagar de Azeite do Marquês. Parte da propriedade é hoje a Estação Agronómica Nacional. 